# Niphotragulus
Niphotragulus is een kevergeslacht uit de familie van de boktorren (Cerambycidae). De wetenschappelijke naam van het geslacht werd voor het eerst geldig gepubliceerd in 1894 door Kolbe.

## Soorten
Niphotragulus omvat de volgende soorten:
- Niphotragulus affinis Breuning, 1954
- Niphotragulus albosignatus Breuning, 1954
- Niphotragulus batesi Kolbe, 1894
- Niphotragulus delkeskampi Breuning, 1961
- Niphotragulus leonensis Breuning, 1970
- Niphotragulus longicollis Breuning, 1942
- Niphotragulus machadoi Breuning, 1959
- Niphotragulus occidentalis Breuning, 1977
- Niphotragulus strandi Breuning, 1943
- Niphotragulus tessmanni Breuning, 1960